# 浅野忠正
浅野 忠正（あさの ただまさ）は、江戸時代中期の安芸国広島藩の家老。三原浅野家第7代。

## 略歴
享保6年（1721年）2月17日、三原浅野家第4代忠義の七男として生まれる。宝暦9年（1759年）、兄忠綏の長男で三原浅野家を継いでいた忠晨が病により隠居し、子がなく弟もまだ幼いため、叔父の忠正が家督を相続した。
宝暦9年12月（1760年）、幕府巡見使を三原で出迎える。宝暦13年（1763年）、藩主重晟の藩主襲封の謝恩使として江戸に下向し、将軍家治に拝謁し太刀などを献上した。
明和3年12月16日（1767年）、死去、享年47。菩提寺の妙正寺に葬られた。家督は兄忠綏の三男忠愛が相続した。忠正の娘は伊勢津藩士藤堂信任に嫁ぎ、その次男忠敬が三原浅野家第10代となる。